# Füchse (Franz Marc)
Füchse ist ein Gemälde im kubistischen Stil des deutschen expressionistischen Malers Franz Marc (1880–1916) aus dem Jahr 1913. Es zeigt zwei Rotfüchse und gehörte ab 1962 zum Bestand des Museums Kunstpalast in Düsseldorf. Im Januar 2022 restituierte die Stadt Düsseldorf das Gemälde an die Erben des ehemaligen jüdischen Besitzers Kurt Grawi. Bei einer Versteigerung erzielte es etwa 51 Millionen Euro.

## Beschreibung
Marcs Füchse ist in Öl auf Leinwand ausgeführt und hat das Format 79,5 × 66 cm. Es hatte die Inventarnummer 0.1962.5490 in der Stiftung Museum Kunstpalast. Die Füchse entstanden 1913 und zeigen deutlich den Einfluss von Robert Delaunay, den Marc zusammen mit seinem Freund August Macke 1912 in Paris besuchte. Der farbige, orphische Kubismus Delaunays regte Marc ebenso an wie die rhythmischen Zersplitterungen der italienischen Futuristen. Die Einflüsse sorgten für eine Weiterentwicklung des expressionistischen Stils Marcs, die gerade anhand seines bevorzugten Motivs einzelner oder mehrerer Füchse gut erkennbar ist. Im Vergleich zu seinem Gemälde Blauer Fuchs von 1911 ist die Abstraktion im Gemälde von 1913 stärker vorangetrieben. Erst auf den zweiten Blick erschließen sich dem Betrachter zwei Rotfüchse: im Vordergrund aufragend ein Tier mit geneigtem Haupt, dahinter etwas versteckt ein weiteres mit herabhängendem Schwanz. Horizontale, Diagonale und Vertikale durchbrechen sich im Sinne des Kubismus gegenseitig; die geometrischen Strukturen ergeben ein dynamisches Wechselspiel. Die wenigen noch gegenständlichen Spuren tendieren ebenfalls zur abstrakten Form.

## Provenienz und Ausstellungen

### 20. Jahrhundert
Erstmals öffentlich gezeigt wurde das Gemälde 1913 in der Hamburger Galerie Bock. Nach dem Besitzer der Galerie Der Sturm, Herwarth Walden, und weiteren privaten Besitzern war es ab 1928 im Besitz des jüdischen Berliner Kaufmanns und Kunstsammlers Kurt Grawi. Dieser war ab November 1938 in mehrwöchiger Haft im KZ Sachsenhausen, musste Deutschland im Jahr 1939 mittellos verlassen und ging ins Exil nach Chile. Ob Grawi das Gemälde vor seiner Flucht selbst veräußert hat und, wenn ja, unter welchen Umständen, konnte nicht zweifelsfrei geklärt werden. Nach derzeitigem Stand zeigt die offizielle Provenienz einen Erwerb des Gemäldes außerhalb von NS-Deutschland in den USA bis 1940.  Nach dem Zweiten Weltkrieg erwarb es die Berner Kunsthandlung Klipstein & Kornfeld. Von dieser kaufte es 1961 der Unternehmer Helmut Horten und stiftete es 1962 dem Düsseldorfer Museum Kunstpalast. Dort gehörte es zu den bekanntesten Werken.

### Herausgabe an Grawis Erben und Versteigerung
Von den Erben Kurt Grawis lag 2018 eine Restitutionsforderung vor, welcher der Rat der Stadt Düsseldorf im April 2021 in nicht-öffentlicher Sitzung einstimmig zustimmte, nachdem die Beratende Kommission im Zusammenhang mit der Rückgabe NS-verfolgungsbedingt entzogenen Kulturguts insbesondere aus jüdischem Besitz, kurz „Limbach-Kommission“, der Stadt Düsseldorf die Restitution empfohlen hatte. Die Empfehlung des Gremiums erging nicht einstimmig, sondern mit sechs gegen drei Stimmen. Sie war zudem unter Juristen umstritten, weil die „Füchse“ außerhalb des einstigen nationalsozialistischen Machtbereichs erst nach der Emigration Grawis in den Vereinigten Staaten verkauft wurden, nachdem er das Werk nach New York hatte verbringen können. Am 9. Juli 2021 wurde Strafanzeige gegen die verantwortlichen Mitglieder der Stadtverwaltung, die die Restitution der Füchse empfohlen hatten, sowie gegen die Mitglieder des Stadtrates, die dem Beschluss zugestimmt hatten, gestellt, um die Herausgabe zu verhindern. Die Anzeige hatte nach Angaben der Frankfurter Allgemeinen Zeitung der ehemalige Vorsitzende Richter am Verwaltungsgericht Berlin Friedrich Kiechle erstattet. Im September 2021 ordnete Oberbürgermeister Stephan Keller die unverzügliche Herausgabe des Bildes an die Erben von Kurt Grawi an. Die Übergabe fand am 11. Januar 2022 statt. Am 28. Januar 2022 wurde eine Versteigerung des Gemäldes beim Auktionshaus Christie’s in London angekündigt und sein Wert auf 35 Millionen britische Pfund, etwa 42 Millionen Euro, geschätzt. Es wurde am 1. März 2022 für über 42,6 Millionen Pfund, etwas mehr als 51 Millionen Euro, versteigert.